# Michael Wempner
Michael Wempner (* 24. September 1962 in Flensburg) ist ein deutscher Bühnenautor in den Bereichen Schauspiel, Musical und Komödie.

## Werdegang
Der  gelernte Bildhauer begann seine Theaterlaufbahn 1974 bei der Niederdeutschen Bühne der Stadt Flensburg. Seit 1999 verfasst er Musicals, Schauspiele, niederdeutsche und hochdeutsche Komödien. Zu seinen bekanntesten Stücken zählen Champagner zum Frühstück und Der Zauberlehrling. 2010 gründete er in Flensburg das Theater „Broschmann & Finke Theater Company“ und erhielt im selben Jahr den Kinderfreundlichkeitspreis der Stadt Flensburg für seine Leistungen im Bereich des Kindertheaters. 2014 wurde Wempner für die niederdeutsche Sozialkomödie Tiet to leven mit dem 1. Konrad Hansen Theaterpreis vom Niederdeutschen Bühnenbund Schleswig-Holstein ausgezeichnet. 2016 wandte sich Wempner dem Musicalfach zu. Es entstand das Musiktheaterstück WaschBar, ein Szenestück, das im Rotlichtmilieu spielt. 2019 folgte Rock my soul, ein Musical über Aufstieg und Ende der Les Humphries Singers.

## Fernsehen
- Champagner to’n Fröhstück, NDB Münster, WDR-Ausstrahlung am 1. April 2013

## Werke
Musicals
- Waschbar 2016, (Theaterverlag K. Mahnke, Verden/Aller) Musik: Nick Nordmann UA: 13. Februar 2016, Flensburg/Harrislee
- Rock my soul 2019, Musical über die Les Humphries Singers, UA: 16. Februar 2019, Flensburg/Harrislee

Komödien/Schauspiele
- Champagner zum Frühstück 2008, (Theaterverlag Karl Mahnke) Auch in niederdeutscher, bayrischer und niederländischer Fassung erschienen. WDR Fernsehausstrahlung 4/2013
- Butter bei die Fische 2013, 7 humorvolle Lokalgeschichten (Verlag K. Mahnke) Auch in niederdeutscher Fassung erschienen.
- Achter de Dören 2014, Vier niederdeutsche Kurzspiele, davon zwei Bearbeitungen von O Henry De Besöök,  Dat letzte Blatt, Dat Geschenk, Dat Wiehnachtseten. Auch in hochdeutscher Fassung erschienen.
- Tiet to leven 2014 Niederdeutsche Sozialkomödie, ausgezeichnet mit dem 1. Konrad Hansen Autoren Preis. UA: 27. November 2015, Münster
- Nütschanix 2017 Niederdeutsche Komödie (Mahnke Theaterverlag, Verden/Aller)
- Single, 66, söcht... 2019 Niederdeutsche Komödie (Mahnke Theaterverlag, Verden/Aller)

Übersetzungen ins Niederdeutsche
- Sülver Single 2012 (Blütenträume) von Lutz Hübner (Verlag Hartmann & Stauffacher),
- An de Arche Klock acht 2013 (An der Arche um acht) von Ulrich Hub (Verlag der Autoren)

Freilichttheaterstücke für das Wikingertheater Midgaard Skalden Haithabu/Schleswig
- Baldurs Tod 2008
- Kampf um Raikja 2010
- Der Fluch des Wikingers 2011
- Flucht nach Haithabu 2012

Kabarettprogramme für die Broschmann & Finke Theater Company (Autor und Regie)
- Wo wir sind, ist vorne 1996
- Die Zeit ist reif  2003
- Nützt ja nix  2006
- Jetzt erst recht  2008
- Best of BroFi  2010
- Wär‘ ja gelacht  2013
- Best of 20  2016
- Wennschon, dennschon  2016

Kinder- und Jugendtheaterstücke
- Alles Banane 1999, (Theaterverlag Karl Mahnke)
- Zirkus Paroli* 2001, (Theaterverlag Karl Mahnke)
- Das Piratenschiff* 2003, (VVB Norderstedt)
- Die verflixte Vogelhochzeit* 2004 - (Theaterverlag Karl Mahnke)
- Alles wegen Fridolin 2007, (Theaterverlag Karl Mahnke)
- Der Zauberlehrling* 2010, (Theaterverlag Karl Mahnke)

* Stücke sind auch in niederdeutscher Sprache erschienen.